# Пънк
Пънкът (на английски: Punk) е младежка субкултура, зародена в САЩ, Великобритания и Австралия в края на 60-те и началото на 70-те години на 20 век. Той има няколко елемента: музикалния стил пънк рок, пънк модата и характерна идеология и философия, в основата на която стоят антиконформизмът, индивидуализмът и анархизмът. С думата „пънк“ освен музикалния жанр може да се означи и човек, който принадлежи към пънк субкултурата или просто изпитва удоволствие от музиката. В българския език често се използва и думата „пънкар“, за да се опишат почитателите на пънка.
В английския език, думата „пънк“ се използва и като пейоративна обида към някого с цел обиденият да бъде представен като дребен, незначителен. В други случаи думата бива използвана за оприличаване на млад престъпник.
В музикално отношение пънкът се характеризира с бърз равноделен ритъм, мелодичност и подчертаване на баса спрямо китарата. Пънк рокът е тясно свързан с изкуството на Анди Уорхол и продуцираната от него група Велвет Ъндърграунд.

## Пънк идеология
Пънк идеологията се свързва със запазване, отстояване, и увеличаване на личните права на отделния човек. Идеите на пънк субкултурата са свързани в повечето случаи с директна, драстична и по някои път дори екстремна промяна на обществото. Голяма част от пънк течението е поддържала, и продължава да съхранява анархистката идеология в движенията си. Анархизмът се приема с цел постигане на утопично общество, в което липсват класовото разделение, корупцията, дискриминацията и злоупотребата с човешките права. Пънк етиката се състои от редица идеи, които са част от основите на пънк културата. Те включват идеята за антиконформизъм, която се състои в желанието единичният човек да се отдели от масата, често постигайки това чрез противопоставяне на общоприети норми, които са в разрез с правото на личен избор, разбиване на обществени догми, ограничаващи свободата на израз на личността. Идеята за самоизобретателност (в оригинал на английски: Do-It-Yourself) призовава всеки пънк към отхвърляне на много готови, оформени и обработени от други хора продукти. DIY е незаменима част от пънк движението, която дава силен израз в музиката, начина на обличане и изграждането на пънк образа. Според DIY етиката, хората трябва да се отърсят от ролята на консуматори на безброй продукти, включително дрехи, храна, украшения, съдове и др., и да се стараят да влизат в ролята на създатели и моделиери на заобикалящата ги среда, с цел тя да бъде нагласена към вътрешното Аз. Друга основна цел на самоизобретателността е примамливата за всеки пънк възможност да се противопостави на едрия производител и неговото влияние, да нанася удари по машината, изградена с цел нарушаване на икономичния баланс и разширяване на класовата пропаст между малкия процент крайно заможни и огромния процент социално-средни и слаби хора. Други елементи на пънк идеологията са критиката и отрицанието. Критиката е движеща сила на пънка. Много от хората, въвлечени в пънк субкултурата виждат света като грешен и небалансиран, обръщайки внимание на най-болните теми на обществото. Част от пънка (по-конкретно Анархо-пънк), в известна степен представлява вечна критика и отрицание към обществените недъзи. Но именно силният критицизъм в пънк субкултурата я прави почти невъзможна за едно общо, широко категоризиране на идеите ѝ.

## Конфликти с определени политически и обществени идеи
Повечето пънкове презират крайно-десните политически идеи. Те се борят против класово разделение, малтретиране и експлоатация на класова, полова и етническа основа. Повечето пънкове поддържат антинацистко отношение, едновременно заради строгата дисциплина и железния ред, които представляват нацисткия режим, а също и заради крайно дискриминационния му характер. Според пънк етиката колкото по-тежки закони и по-строг режим има, толкова по-ужасни са злоупотребите, които се извършват зад кулисите, толкова по-силни са недоволството и съпротивата на несъгласните. Пънк етиката също така е строго против всякакъв вид война и военни действия. Наблягането на индивидуалността не допуска по никакъв начин идеята за това хора да бъдат убийци, воюващи и жертви по воля на административния апарат.

## Разногласия и критика във и към пънк субкултурата
В пънк субкултурата има голям брой разногласия, наложени стереотипи, много щети, нанесени от медията и от ентусиазирани деца, които се опитват да навлязат в пънк културата, слагайки си определение „ПЪНК“, но в същото време неспособни да разграничат кое наистина е лошо и кое – добро според пънк етиката. Групи и хора категоризират себе си като "пънк", изграждайки добре поддържан имидж, подражавайки на някой пънк стереотип и появяващи се по популярни медии, не осъзнавайки, че това е крайно противно на пънк културата, от която те толкова много са взели. Тежки пукнатини в пънк идеологията създават най-вече модата, имиджът и грешните пънк стереотипи, които много хора поддържат. Пример за корупция в пънк етиката е грижливото поддържане на определена фрапираща прическа (гребен) и стереотипни пънк дрехи с цел издигане на самочувствието пред останалите. Оригиналната идея на ярко оцветената, стърчаща коса е тя да бъде символ, противоположен на авторитетните, модни символи. Оригиналната ѝ цел е да е нещо неприемливо от хората с висок авторитет, с което да постигнеш отхвърляне от останалите. Пънк модата е израз на желание да отхвърлиш символите на сила, авторитет, богатство и самочувствие, които сякаш е задължително да харесваш. Докато богатият човек би се гордял със скъпа, всепризната за хубава, блестяща дреха, един пънк би направил точно обратното; той би облякъл евтина, собствено накъсана и/или модифицирана и изработена от него самия дреха, отхвърляйки по този начин вдъхващото страх и респект пре-скъпо притежание на богатия човек, който винаги обича да приема образа на „силния“.
Друг много грешен подход в пънк средите е поддържането на стереотип. Пример за това е образът на пънк непукист, който пънковете, считани за фалшиви, обичат да поддържат. Те обичат да влизат в имиджа на див, бесен пънк, на когото не му пука от нищо, който обича да се снима с цигара в уста и шише бира в ръка. Съществуват и доста така наречените "пънк групи", които поддържат подобен имидж. Техните текстове обикновено не съдържат никакви добре определени политически или обществени послания. В текстовете на подобни пънкове, смятани от мнозина за неистински, има също открито полово дискриминиране, педофилия и налагане на алкохола като стереотип, което е в директен разрез с анархистките идеи, свободата и равенството. Пънкът, който е зависим от цигари, алкохол или наркотици само спомага на алчни, богати производители да печелят още повече, което също е пълно противоречие на анархизма. Самото възприятие на думата "анархизъм" често води до голяма корупция в пънк субкултурата, а основното му правило е: "Всеки да е свободен, но в същото време да не се интересува от това дали нарушава свободата на другия".

## Пънк групи
От началото си до днешни дни главна движеща сила на пънк културата е пънк музиката. Сега има различни стилове пънк, някои все още придържащи се към старите си корени, други въвеждащи по-тежки елементи в музиката си, трети дори сливащи се с поп музиката.
Някои международноизвестни музикални пънк изпълнители са:
Dead boys, Бед Релиджън – (Bad Religion), Блек Флаг – (Black Flag), Блонди, Дед Кенедис – (Dead Kennedys), Дисендънтс, Ди Тотен Хозен – (Die Toten Hosen), Демнд, Експлойтед, Клеш, Крас, NOFX, Buzzcocks, Pennywise, Рамоунс – (Ramones), Пати Смит, Rancid, Rise Against, Секс пистълс – (Sex Pistols), Флипър, Той Долс, Free Fly, Мисфитс, The Position, Millencolin, The Stranglers, Cockney Rejects, Green Day, Circle Jerks

### Български пънк групи
В България пънк музиката се развива по-късно, но някои групи са създадени още в края на 70-те. Основни представители са:
Аборт, Битов терор, Кокоша глава, Контрол, Нови цветя (създадени в края на 1970-те и смятани за първата българска пънк група), Ревю, ТВУ, Хиподил, Холера, Чувал чувал, Swindle Cord, Cool to Hate, Crowfish, Цироза, Ремонт, Спънка, Второто национално нищо, DDT (dichloro diphenyl trichloroethane), УЗЗУ, Побой, Момчета с кубинки, Конфронт, Игнор, Dissident, Just A Product, Бойкот, Delict, Таран, Аве Мария, Кале, CounterBuff, Bombshelter, Без Изход, Глоба, Lynch, Blank Generation, Alcoholical Skills, Switchstance, FAYD, Разврат и поквара, Бензин, Регионална Психоза, МПС, Пройдоха, Фитил, ПънкиБлуз, Летците, Bright Sight, Разкол, Джаста Праста, No Regrets, Anti-Social